# Frantz Kruger
Frantz Kruger (* 22. Mai 1975 in Kempton Park) ist ein finnischer Leichtathlet südafrikanischer Herkunft, der seit 2007 für Finnland startberechtigt ist und sich auf den Diskuswurf spezialisiert hat. Für Südafrika gewann er 2000 eine Bronzemedaille sowie mehrere Titel auf kontinentaler Ebene. Zudem hält er mit 70,32 m den Afrikarekord im Diskuswurf.

## Sportliche Laufbahn

### Südafrika
Erste internationale Erfahrungen sammelte Frantz Kruger im Jahr 1994, als er bei den erstmals ausgetragenen Juniorenafrikameisterschaften in Algier im Kugelstoßen mit 14,17 m die Goldmedaille gewann und sich auch im Diskuswurf mit 55,86 m den Titel sicherte. Damit qualifizierte er sich für die Juniorenweltmeisterschaften in Lissabon, bei denen er mit 58,22 m ebenfalls die Goldmedaille gewann. 1997 nahm er dann erstmals an der Sommer-Universiade in Catania teil und belegte dort mit 61,64 m den sechsten Platz. Im Jahr darauf übertrag er in Johannesburg erstmals die 65-Meter-Marke und siegte anschließend bei den Afrikameisterschaften in Dakar mit einer Weite von 62,17 m. Daraufhin nahm er an den Commonwealth Games in Kuala Lumpur teil und gewann dort mit 63,93 m hinter dem Engländer Robert Weir die Silbermedaille. 1999 siegte er bei den Studentenweltspielen in Palma mit einem Wurf auf 66,90 m und qualifizierte sich damit für die Weltmeisterschaften in Sevilla, bei denen er aber mit 62,02 m den Finaleinzug verpasste. Im Anschluss gewann er bei den Afrikaspielen in Johannesburg mit 61,02 m die Goldmedaille. Zudem wurde er beim IAAF Grand Prix Final in München mit 63,36 m Siebter.
Am 15. September 2000 verbesserte er in Bloemfontein den Afrikarekord auf 69,75 m und zählte damit zu den Medaillenkandidaten für die anschließenden Olympischen Spiele in Sydney, bei denen er mit einer Weite von 68,19 m im Finale die Bronzemedaille hinter dem Litauer Virgilijus Alekna und Lars Riedel aus Deutschland gewann. Im Jahr darauf belegte er bei den Weltmeisterschaften in Edmonton mit 65,27 m im Finale Rang acht und siegte daraufhin bei den Goodwill Games in Brisbane mit einem Wurf auf 67,84 m und stellte damit einen neuen Spielerekord auf. Am 26. Mai 2002 übertraf er in Salon-de-Provence die 70-Meter-Marke und stellte mit 70,32 m den bis heute (Stand: 2020) gültigen Afrikarekord auf. Anschließend siegte er bei den Commonwealth Games in Manchester mit einer Weite von 66,39 m, womit er einen neuen Spielerekord aufstellte. Ende September wurde er beim IAAF World Cup in Madrid mit 66,78 m Zweiter hinter dem Ungarn Róbert Fazekas.
2003 belegte er bei den Weltmeisterschaften in Paris mit 65,26 m den sechsten Platz und erreichte anschließend beim IAAF World Athletics Final in Monaco mit 60,05 m Rang sieben. Im Jahr darauf siegte er bei den Afrikameisterschaften in Brazzaville mit neuem Meisterschaftsrekord von 63,85 m und qualifizierte sich damit erneut für die Olympischen Spiele in Athen, bei denen er mit 64,34 m im Finale auf Rang fünf landete. Anschließend wurde er beim World Athletics Final mit 59,65 m Achter. 2005 klassierte er sich bei den Weltmeisterschaften in Helsinki mit 64,23 m auf dem sechsten Platz und belegte dann beim World Final mit 63,19 m Rang fünf.
In den Jahren 1996 und 1999 sowie von 2000 bis 2005 wurde Kruger südafrikanischer Meister im Diskuswurf.

### Finnland
2007 nahm er die finnische Staatsangehörigkeit an und wurde im selben Jahr mit 69,97 m Inhaber des finnischen Rekords. Kurz zuvor scheiterte er aber bei den Weltmeisterschaften in Osaka mit 60,72 m in der Qualifikation. Im Jahr darauf nahm er dann für Finnland an den Olympischen Spielen in Peking teil und belegte dort mit einer Weite von 61,98 m im Finale den elften Platz. 2009 erreichte er bei den Weltmeisterschaften in Berlin mit 59,77 m Rang zwölf und 2010 schied er bei den Europameisterschaften in Barcelona mit 59,55 m in der Qualifikation aus, woraufhin er seine Karriere erstmals im Alter von 35 Jahren beendete. Seit 2016 ist er auf nationaler Ebene aber erneut aktiv.
2007 und 2008, 2010, 2017 und 2020 wurde er finnischer Meister im Diskuswurf. Er ist mit der ehemaligen finnischen Weit- und Dreispringerin Heli Koivula verheiratet.

## Persönliche Bestleistung
- Diskuswurf – Südafrika: 70,32 m, 26. Mai 2002 in Salon-de-Provence (Afrikarekord)
- Diskuswurf – Finnland: 69,97 m, 15. September 2007 in Helsingborg (finnischer Rekord)